# Miranda Bailey
Miranda Bailey (ur. 30 stycznia 1977 r. w Vail w stanie Kolorado, USA) – amerykańska aktorka i producent filmowa. Za rolę w filmie Hindsight zdobyła dwie nagrody podczas Philadelphia FirstGlance Film Festival w 2008 roku.

## Filmografia

### Aktorka
- 2008: Ciało bardzo niepedagogiczne jako Melody
- 2008: Hindsight jako Dina
- 2007: Unearthed jako Carla
- 2006: Niespełnione pragnienia (The Oh in Ohio) jako Sherri
- 2005: J.A.P.S. jako manager
- 2004: Hotel umarlaków (Dead & Breakfast) jako Lisa Belemont
- 2004: Roomies jako Janice
- 2001: Port Charles (gościnnie)
- 1999: The 60's
- 1997–2002: Beyond Belief: Fact or Fiction jako Amy Dwyer (gościnnie)

### Producent
- 2009: Every Day
- 2008: Wonderful World
- 2007: Unearthed'
- 2006: Niespełnione pragnienia (The Oh in Ohio)

### Producent wykonawczy
- 2009: The River Why
- 2008: Against the Current
- 2008: Ciało bardzo niepedagogiczne
- 2005: Walka żywiołów (The Squid and the Whale)
- 2004: Hotel umarlaków (Dead & Breakfast)
- 2000: This Space Between Us